# 皮斯基 (阿赫特爾卡區)
50°22′24″N 34°51′13″E / 50.37333°N 34.85361°E
皮斯基（烏克蘭語：Піски）是位於烏克蘭東北部的村莊，由蘇梅州奥赫蒂尔卡区的奧赫蒂爾卡市鎮負責管轄。該村處於奧列什尼亞河左岸，分別距離普里斯坦1.5公里和科馬里夫卡5公里，海拔高度123米，2001年人口35。